# Pereskiopsis blakeana
Pereskiopsis blakeana ist eine Pflanzenart in der Gattung Pereskiopsis aus der Familie der Kakteengewächse (Cactaceae). Das Artepitheton blakeana ehrt den US-amerikanischen Botaniker Sidney Fay Blake (1892–1959). Spanische Trivialnamen sind „Coconoxtle“ und „Joconoxtle“.

## Beschreibung
Pereskiopsis blakeana wächst strauchig bis baumförmig, verzweigt meist an der Basis und erreicht Wuchshöhen von 1 bis 3 Meter. Es wird ein deutlicher, kurzer Stamm ausgebildet. Die zylindrischen, aufsteigenden, kahlen, grünen Triebe werden im Alter bräunlich und weisen einen Durchmesser von 3 bis 6 Millimeter auf. Die an beiden Enden zugespitzte Blattspreite der Laubblätter ist 2,8 bis 6 Zentimeter lang und 1,5 bis 3 Zentimeter breit. Die kreisrunden Areolen sind filzig und reichlich mit gelben bis rötlichen, 2 bis 4 Millimeter langen Glochiden besetzt. An den Trieben sind ein bis drei Dornen vorhanden, am Stamm sind sie zahlreicher. Sie sind schwarz bis grau, an ihrer Basis dunkler und 2 bis 7 Zentimeter lang.
Die gelben Blüten erreichen einen Durchmesser von 3,7 bis 4,3 Zentimeter und sind 3,8 bis 5 Zentimeter lang. Ihr Perikarpell ist mit Brakteen versehen. Die birnenförmigen, rötlich grünen bis gräulich grünen Früchte weisen Durchmesser von 0,8 bis 2 Zentimeter auf und sind 3 bis 6 Millimeter lang.

## Verbreitung, Systematik und Gefährdung
Pereskiopsis blakeana ist in den mexikanischen Bundesstaaten Durango, Sinaloa und Michoacán in Höhenlagen von 50 bis 300 Metern verbreitet.
Die Erstbeschreibung erfolgte 1929 durch Jesús González Ortega. Ein nomenklatorisches Synonym ist Grusonia blakeana (J.G.Ortega) G.D.Rowley (2006).
In der Roten Liste gefährdeter Arten der IUCN wird die Art als „Least Concern (LC)“, d. h. als nicht gefährdet geführt. Die Entwicklung der Population wird als abnehmend angesehen.

## Nachweise